# 백악산 (충북/경북)
백악산(百岳山)은 대한민국 충청북도 괴산군과 경상북도 상주시 사이에 있는 높이 858m의 한국의 화강암 산이다

## 같이 보기
- 한국의 산
- 괴산군의 지질
- 상주시의 지질